# Badischbruch
Koordinaten: 49° 47′ 17″ N, 7° 11′ 43″ O
Das Naturschutzgebiet Badischbruch liegt im Landkreis Birkenfeld in Rheinland-Pfalz. Das etwa 19 ha große Gebiet, das im Jahr 1987 unter Naturschutz gestellt wurde, erstreckt sich südwestlich der Ortsgemeinde Bruchweiler. Westlich verläuft die Kreisstraße 52 und fließt der Langweiler Bach, östlich verläuft die Landesstraße 162. Schutzzweck ist die Erhaltung des Erlenbruches am Fuße eines steinigen Quarzithanges als Standort seltener in ihrem Bestand bedrohter wildwachsender Pflanzen und Pflanzengesellschaften.